# Strahlhorn
El Strahlhorn (4.190 m) es una montaña suiza en los Alpes Peninos. Se encuentra en el macizo del Mischabel en los límites con el macizo del monte Rosa.
La vía normal de ascenso a la cima empieza en la Britanniahütte (3.030 m), a la cual se accede desde Saas Fee eventualmente utilizando los funiculares. Proviniendo de Italia se puede partir del Vivac Ciudad de Luino
La primera ascensión a la cima fue realizada el 15 de agosto de 1854 por Christopher Smyth, Ulrich Lauener, Edmund J. Grenville y Franz-Josef Andenmatten.
Según la clasificación SOIUSA, el Strahlhorn pertenece:
- Gran parte: Alpes occidentales
- Gran sector: Alpes del noroeste
- Sección: Alpes Peninos
- Subsección: Alpes del Mischabel y del Weissmies
- Supergrupo: Macizo del Mischabel
- Grupo: Macizo del Strahlhorn
- Subgrupo: Grupo Strahlhorn - Allalinhorn
- Código: I/B-9.V-A.1.a